# 레이 (1997년)
레이(Raye, 1997년 10월 24일 ~ )는 영국의 싱어송라이터이다. 조나스 블루의 곡 "By Your Side" 피처링을 맡아 이름을 알렸다. BBC 사운드 오브 2017 후보였다. 2022년 싱글 "Escapism"을 통해 데뷔 이래 최초로 영국 싱글 차트 정상에 올랐다. 브릿 어워드 2024에서 데뷔 음반 My 21st Century Blues 와 싱글 "Escapism"을 통해 올해의 영국 앨범·올해의 노래·올해의 영국 아티스트·영국 신인상 등 총 6관왕을 달성하면서 당해 시상식 최다 수상자가 되었다.

## 음반 목록

### 정규 음반
- My 21st Century Blues (2023)

### 미니 앨범
- Euphoric Sad Songs (2020)

### EP
- Welcome to the Winter (2014)
- Second (2016)
- Side Tape (2018)